# Vento geostrófico
O vento geostrófico é o vento teórico que iria resultar de um balanco exato entre o efeito Coriolis e a força do gradiente de pressão. Essa condição é chamada de balanço geostrófico. O vento geostrófico é dirigido paralelamente para as isobaras (linhas de constante pressão a uma certa altura). Esse balanço raramente se mantém exatamente. O vento verdadeiro quase sempre se difere do vento geostrófico devido a outras forças como fricção do solo. Assim, o vento real seria igual ao vento geostrófico apenas se não houvesse fricção e as isobaras fossem perfeitamente retas. Apesar disso, grande parte da atmosfera fora da trópicos está perto do fluxo geostrófico na maior parte do tempo e é uma primeira aproximação valiosa. Fluxo geostrófico no ar ou na água é uma onda inercial de frequência zero.
A figura 7.9 ajuda a mostrar como o equilíbrio entre a força de gradiente de pressão e a força de Coriolis é atingido. Sob a ação da força de gradiente de pressão, perpendicular às isóbaras, as parcelas de ar começam a ser aceleradas da área de maior pressão para a área de menor pressão. Logo que o movimento se inicia, a força de Coriolis causa um desvio para a esquerda no Hemisfério Sul (e para a direita no HN). A parcela continua a se acelerar, a velocidade aumenta e a força de Coriolis também, aumentando o desvio para a esquerda. Eventualmente as duas forças chegam ao equilíbrio, de modo que o vento passará a ter velocidade constante, paralela às isóbaras. Diz-se que foi atingido o balanço geostrófico.

A partir desse balanço de forças, obtém-se uma relação simples entre pressão e direção do vento, conhecida como lei de Buys Ballot: "de costas para o vento no HN a pressão baixa estará à esquerda e a pressão alta à direita. No HS a pressão alta estará à esquerda e a pressão baixa à direita." Como essa lei é válida para vento em ar superior, deve-se ter cuidado ao analisar ventos em superfície, pois numerosos efeitos geográficos podem gerar perturbações locais que interferem com a circulação de maior escala.
      Na atmosfera real os ventos nunca são puramente geostróficos. Contudo, a importância do vento geostrófico idealizado está no fato de que ele dá uma aproximação útil dos ventos superiores reais. Assim, medindo o campo de pressão em ar superior, os meteo-rologistas podem deter-minar a direção e velocidade do vento, pois a direção é paralela às isóbaras e a velocidade só depende do espaçamento entre isóbaras (Fig. 7.10). Até mais útil é o cálculo inverso: a determinação da distribuição da pres-são a partir de medidas do vento. Essa inter-relação entre pressão e ventos aumenta a confiabilidade das cartas de ar superior, pois fornece mecanismos de verificação. Além disso, minimiza o número de observações diretas necessárias para descrever adequadamente as condições em ar superior, onde dados precisos são mais caros e difíceis de obter.
      Os maiores desvios do vento real em altitude em relação ao vento geostrófico ocorrem quando o vento percorre trajetórias com grande curvatura, assunto considerado na próxima seção.
Fluxo Geostrófico
Considere condições de oceano profundo (longe de continentes), e valores típicos de escalas espaciais L, velocidade horizontal U, profundidade H, parâmetro de Coriolis f para latitudes médias, gravidade g e densidade ρ como:
L ~ 10 6 m f ~ 10-4 s-1 U ~ 10-1 m s-1 H ~ 103 m ρ ~ 10 3 kg m-3 
Fazendo uma análise de grandeza dos termos da equação de conservação de momentum, onde a difusão é desprezada, 
Dois termos são ordens de grandeza maiores que os outros: a Força de Coriolis e a Força do Gradiente de Pressão.
Perfis de vento
a. Até aos 100m é válida a aproximação do perfil logarítmico
Usando a medida aos 10m, calcula-se 𝑢∗ :
Logo
B. Aos 900 hPa só podemos utilizar a aproximação do vento geostrófico:
(trata-se de vento de Leste). Fez-se: